# Trophée des clubs champions 2011
Le Trophée des Clubs Champions 2011 est la troisième édition du Trophée des clubs champions. La Martinique est l'hôte de la compétition qui voit s'affronter pour le titre de champion d'Antilles-Guyane de football, le champion et vice-champion de Martinique, le champion de Guadeloupe et champion de Guyane 2011.